# Trinità
Trinità – miejscowość i gmina we Włoszech, w regionie Piemont, w prowincji Cuneo.
Według danych na rok 2004 gminę zamieszkiwały 1983 osoby, 70,8 os./km².